# Africoribates macfarlanei
Africoribates macfarlanei är en kvalsterart som beskrevs av Balogh 1959. Africoribates macfarlanei ingår i släktet Africoribates och familjen Humerobatidae. Inga underarter finns listade i Catalogue of Life.